# Nothosauroidea
De Nothosauroidea zijn een superfamilie van uitgestorven Sauropterygia benoemd door Yang Zhongjian in 1965. Deze superfamilie omvat vier families.
Verwant aan de Plesiosauria vormen de Nothosauroidea een aparte superfamilie. Deze twee groepen hebben in de traditionele interpretatie een gemeenschappelijke oorsprong, maar zijn aparte takken (geen van beide omvat de ander). Dit punt blijft echter ter discussie staan in de wetenschappelijke gemeenschap, waarbij sommigen nothosauroïden beschouwen als een ruimere groep die de plesiosauriërs omvat.
De Nothosauroidea omvatten Simosaurus en de Nothosauria.

## Families
- Corosauridae
- Cymatosauridae
- Lariosauridae
- Nothosauridae